# Academia Europaea
Academia Europaea är en europeisk vetenskapsakademi som grundades 1988.
Academia Europaea har ledamöter från hela världen och arbetar för att främja internationellt forskningssamarbete. Den grundades på initiativ av politikern Peter Brooke och forskaren Robin Nicholson med syfte att ha en liknande roll i Europa som Royal Society hade i Storbritannien. I januari 2018 hade akademin 3827 ledamöter.
Sedan 1993 publicerar Academia Europaea den vetenskapliga tidskriften European Review. Chefredaktör är sedan 2008 professor Theo D'haen. 